# Западный Иерусалим
Термин Западный Иерусалим относится к той части Иерусалима, которая оставалась под контролем Израиля после арабо-израильской войны 1948 года, линии прекращения огня которой продиктовали границу с остальной частью города, которая тогда находилась под контролем Иордании. Ряд западных стран, такие как Соединённое Королевство, признают де-факто власть Израиля, но отказывают в признании де-юре. Утверждение Израиля о суверенитете над Западным Иерусалимом более широко признано, чем израильские притязания на Восточный Иерусалим.